# Radio 3 Suite
Radio 3 Suite è una trasmissione radiofonica di Rai Radio 3.

## La trasmissione
In onda dal 29 settembre 1991, è una delle trasmissioni storiche dell'emittente. 
E'un contenitore dedicato alla musica, alle arti e allo spettacolo; la parte principale è occupata dal "Cartellone", cioè dalla messa in onda -in diretta o in differita- di opere liriche, concerti di musica classica, jazz,prosa teatrale.
Trovano spazio nel programma interviste, presentazioni di libri, mostre, incisioni discografiche, riproposizioni di materiale d'archivio.
Nel corso degli anni all'interno del programma sono state sempre nuove rubriche, come La stanza della musica, Una sera in discoteca, Teatri in prova, Interpreti a confronto.
Dal 10 settembre 2016 al 29 dicembre 2023 all'interno del contenitore fu proposto Il filo rosso: ogni sera la redazione selezionava uno o più ascolti musicali suggeriti dal pubblico via SMS o Whatsapp. Tali ascolti dovevano essere collegati a una parola scelta giorno dopo giorno dai conduttori di Qui comincia, in onda alle 6.00 e rilanciata dai conduttori dei programmi musicali mattutini.

### Collocazione oraria
Fin dagli inizi il programma è andato in onda nella fascia serale, iniziando alle 19.50 o intorno alle 20.00 -a seconda delle esigenze della rete- e terminando a mezzanotte.
La trasmissione talvolta viene anticipata al pomeriggio in occasione di eventi particolari come la prima alla Scala o il festival di Bayreuth. La stessa può slittare oltre la mezzanotte, quando si svolgono alcuni eventi musicali in diretta come i BBC Proms. Dal 3 giugno 2024 la trasmissione termina alle 23.45 per lasciare spazio alle letture di Cose che succedono la notte.

### Sigla
La sigla, rimasta immutata negli anni, è il secondo movimento, Arioso-Andantino del Concerto in re per archi di Igor Stravinskij.